# Mangalia-Werft
Die Mangalia-Werft ist eine Werft in Rumänien, die sich etwa 45 km südlich von Constanța befindet.

## Geschichte
1997 wurde in Mangalia als Joint Venture zwischen der südkoreanischen Firmengruppe Daewoo Shipbuilding & Marine Engineering und der 2 Mai Shipyard die Werft Daewoo-Mangalia Heavy Industries (DMH) gegründet.
Die Werft wurde im Juli 2018 von der niederländischen Damen Shipyards Group übernommen und wird als Joint Venture mit der rumänischen Regierung betrieben. Der rumänische Staat übernahm 51 %, die Damen Shipyards Group 49 % der Anteile. Damen übernahm die operative Kontrolle der in Damen Shipyards Mangalia umbenannten Werft.

## Beschreibung der Werft

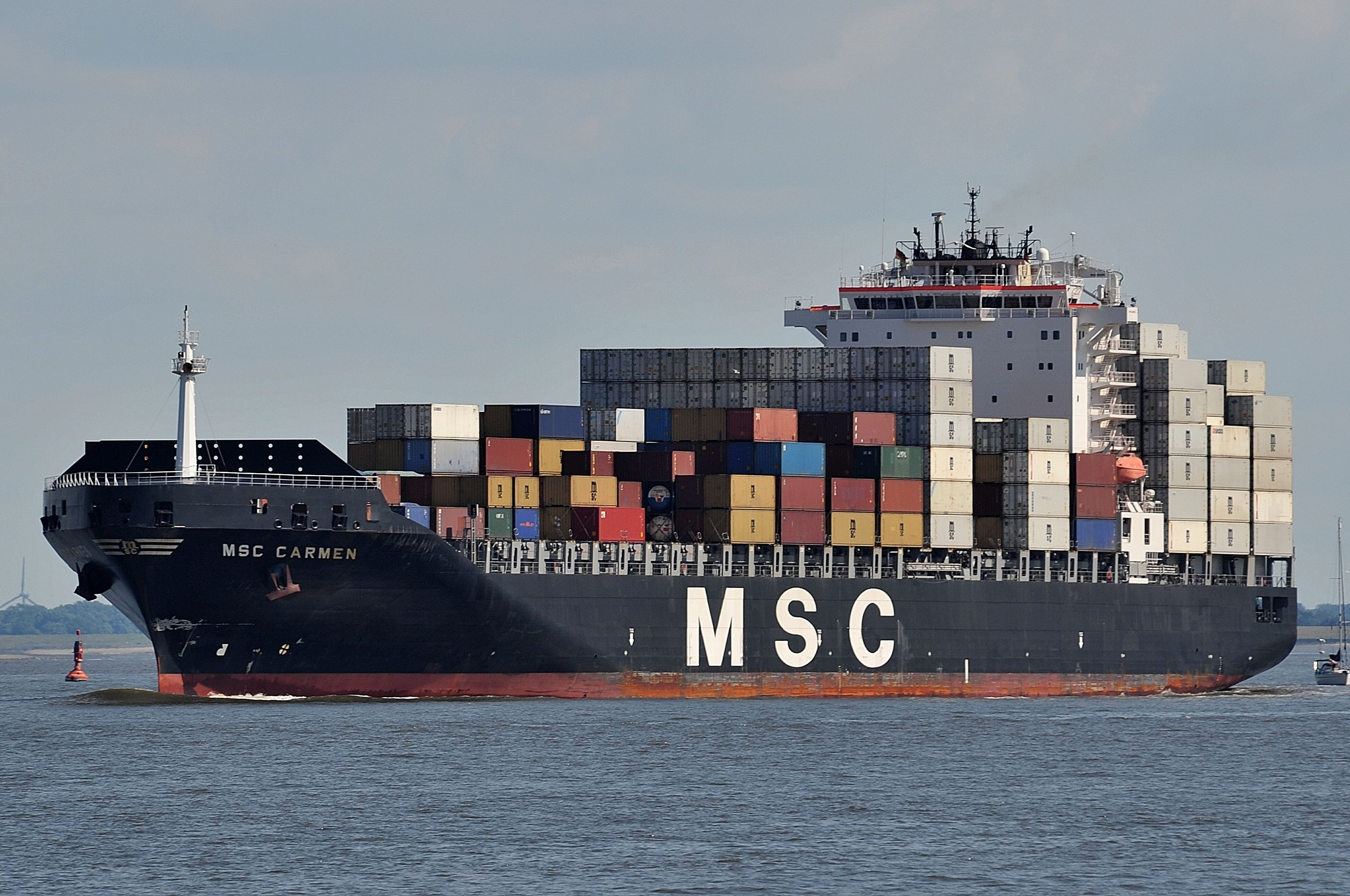
MSC Carmen von der Daewoo-Mangalia Heavy Industries

Das Werftunternehmen ist sowohl im Neubau- als auch im Reparaturbereich tätig. Die Werft erstreckt sich über eine Fläche von 980.000 m². In der Vergangenheit wurden vor allem Frachtschiffe und Kaskos für andere Werften gebaut. Eine Besonderheit bildeten die beiden im Jahr 2002 und 2003 an die norwegische Reederei Kleven Floro abgelieferten Orangensaft-Konzentrattanker Carlos Fischer und Premium do Brasil. Ein wichtiger Kunde der Werft war die heute zur Maersk-Gruppe gehörende Reederei Hamburg Süd, für die sechs Containerschiffe mit jeweils rund 6000 TEU und sieben Schiffe mit je 7100 TEU gebaut wurden.
Die Werft ist die größte der Damen-Werftengruppe. Drei große Trockendocks mit einer Breite von 48 und 60 Metern versetzen Damen in die Lage, auch sehr große Schiffe und Sektionen zu bauen.